# IC 4437
IC 4437 — галактика типу NF (в процесі підтвердження) у сузір'ї Волопас.
Цей об'єкт міститься в оригінальній редакції індексного каталогу.